# Ignacy Jan Paderewski
Ignacy Jan Paderewski (Kuryłówka, 18 novembre 1860 – New York, 29 giugno 1941) è stato un pianista, compositore, politico e diplomatico polacco.

## Biografia
Paderewski nacque in un villaggio della provincia di Podolia, Impero russo. Suo padre era un economista che divenne vedovo pochi mesi dopo la nascita di Ignacy. A seguito di questo evento, Ignacy venne allevato da suoi lontani parenti.
Sin dalla prima infanzia si interessò alla musica e cominciò a prendere lezioni di pianoforte da un insegnante privato. All'età di 12 anni si trasferì a Varsavia e venne ammesso al conservatorio di quella città. Dopo aver ottenuto il diploma nel 1878, gli venne offerta una cattedra al conservatorio che egli accettò. Nel 1880, sposò Antonina Korsakówna e subito dopo nacque il loro primo figlio. L'anno seguente scoprirono che il bambino era disabile e subito dopo Antonina morì. Paderewski decise così di dedicarsi alla musica e nel 1881 andò a Berlino per studiare composizione con Friedrich Kiel e Heinrich Urban. Nel 1884 si trasferì a Vienna dove studiò con Teodor Leszetycki. Fu proprio a Vienna che fece il suo esordio musicale nel 1887.
Egli guadagnò subito grande popolarità e le sue esibizioni a Parigi nel 1889 e a Londra nel 1890 ebbero un grandissimo successo. La sua tecnica brillante gli donò una folta schiera di ammiratori che ne ampliarono la fama, così che l'anno successivo ebbe accoglienze trionfali negli Stati Uniti d'America. Il suo nome divenne presto sinonimo di mago della tastiera e il pubblico fu ai suoi piedi. La sua posizione di primo ministro di Polonia rese ancora più esaltante la sua carriera.
Data l'inusuale coincidenza di essere un pianista di successo e contemporaneamente un uomo politico importante, Paderewski venne anche preso ad esempio dal filosofo Saul Kripke. Nel suo A Puzzle about Belief, Kripke mette in luce che il nome può essere appreso in modi differenti, dando luogo ad asserti apparentemente contraddittori e producendo un paradosso intralinguistico relativo ai report di credenza.

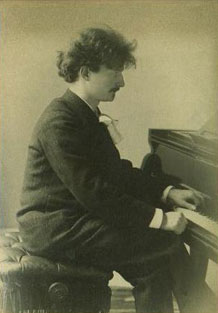
Paderewski il pianista

Nel 1899 sposò la Baronessa de Rosen e si occupò anche della composizione di diversi pezzi per pianoforte. 
Nel 1901, la sua opera Manru venne rappresentata con successo diretta da Ernst von Schuch al Semperoper di Dresda. Egli fu anche impegnato nel sociale e donò alla città di Cracovia, nel 1910 il monumento alla Battaglia di Grunwald. Nel 1913 si trasferì negli Stati Uniti.
Durante la prima guerra mondiale, Paderewski divenne un membro attivo del Comitato nazionale polacco a Parigi che fu subito accettato dalla Triplice intesa, come ambasciatore polacco. Egli divenne il portavoce dell'organizzazione e presto formò altri organismi sociali e politici a Londra.
Nell'aprile del 1918, si incontrò a New York con i rappresentanti dell'American Jewish Committee, compreso Louis B. Marshall, in un tentativo infruttuoso di mediare un accordo fra il gruppo di israeliti che sostenevano le ambizioni territoriali dei polacchi in cambio di un riconoscimento di uguali diritti per gli ebrei. In ogni caso fu chiaro che nessun piano soddisfaceva entrambi i gruppi. [Riff, 1992, 89-90]
Alla fine della guerra, con la sorte di Poznań ancora indecisa e la questione della grande Polonia ancora irrisolta, Paderewski visitò Poznań. Dopo il suo discorso pubblico del 27 dicembre 1918, gli abitanti polacchi di Poznań intrapresero una insurrezione militare contro la Germania, chiamata la Grande insurrezione polacca.
Nel 1919, nella Polonia da poco indipendente, Paderewski divenne il Primo ministro e ministro degli Esteri e rappresentò la nazione alla Conferenza di pace di Parigi. Nell'estate di quell'anno firmò il Trattato di Versailles che restaurò i territori della Grande Polonia e Pomerania attorno alla città di Danzica.
Anche se questo non era quanto richiesto dai delegati polacchi, questi territori costituirono il nocciolo del ricostruito stato polacco.
Dopo essere stato abbandonato da molti dei suoi sostenitori politici, il 4 dicembre 1919 Paderewski diede a Piłsudski una lettera di dimissioni, e divenne ambasciatore polacco alla Lega delle Nazioni.
Nel 1922 si ritirò dalla politica attiva e tornò alla vita musicale. Il suo primo concerto dopo il lungo intervallo politico, fu tenuto alla Carnegie Hall e fu un eclatante successo. Presto si trasferì a Morges in Svizzera. Dopo il colpo di Stato di Józef Piłsudski del 1926, Paderewski divenne un membro attivo dell'opposizione. Nel 1936 nella sua villa venne formata una coalizione di membri dell'opposizione; essa venne chiamata il Fronte di Morges dal nome del villaggio.

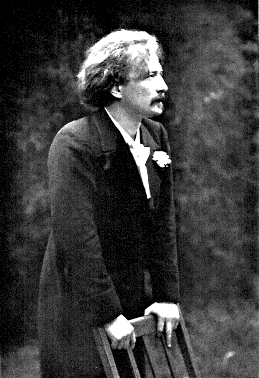
Paderewski

Nel 1937 partecipò al film Ardente fiamma interpretando sé stesso.
Dopo l'Invasione della Polonia del 1939, Paderewski ritornò alla vita pubblica. Nel 1940 egli divenne il capo del Polish National Council, un parlamento polacco in esilio a Londra. L'artista ottantenne ricostituì il suo Polish Relief Fund e diede numerosi concerti per raccogliere fondi da dedicare alla causa polacca.
Oltre alla sua tournée di concerti, Paderewski fu un oratore molto ammirato per il suo spirito e venne spesso citato. Egli si trovava, un giorno, a casa di un giocatore di polo John E. Cowdin quando il comune amico Walter Damrosch, accennado ai trofei sportivi del padrone di casa disse a Paderewski: "La differenza tra te e Johnny è che lui vince premi giocando a polo e tu suonando solo" (in inglese: playing polo / playing solo). "Non è quella la differenza," replicò Paderewski, e aggiunse, con un gioco di parole ancor più intraduciblile, "Lui è una cara anima che gioca a polo, ed io sono un povero polacco che suona solo" (I am a poor Pole playing solo，but Johnny is a dear soul playing polo.)..

In un'altra occasione Paderewski ebbe a dire: "Ho stabilito un certo standard di comportamento, che durante le mie esecuzioni non si debba parlare. Quando qualcuno inizia a parlare, io smetto di suonare e dico <Mi dispiace interrompere la conversazione, mi dispiacerebbe disturbarvi con la mia musica, così interrompo per un po' per consentirvi di continuare la discussione.> Voi potete immaginare l'effetto che fa..."
Durante una tournée di concerti nel 1941, Paderewski morì improvvisamente a New York, alle 23:00 del 29 giugno. Venne sepolto nel Cimitero Nazionale di Arlington in Virginia, vicino a Washington. Nel 1992 le spoglie furono trasferite a Varsavia e poste nella Cattedrale di San Giovanni.
Fu membro della Massoneria.
Oggi, quasi tutte le città della Polonia hanno una strada intitolata a suo nome. Strade a lui intitolate esistono anche in altre città del mondo intero. L'Accademia di musica di Poznań è intitolata al suo nome.
Dopo la sua morte nel giugno del 1941, il Museo polacco d'America a Chicago ricevette in dono gli effetti personali di Paderewski. Sia egli, sia sua sorella Antonina Paderewska Wilkonska erano sostenitori entusiasti del museo e la sorella, come esecutrice testamentario fece la donazione al museo secondo le volontà del fratello. Inoltre, la direzione del Buckingham Hotel di New York, dove Ignacy passò gli ultimi mesi della sua vita, acconsentì a donare alla sorella l'arredamento della camera da lui occupata, arredamento che venne donato al museo. Con l'aiuto della sua segretaria, l'arredo ed i cimeli del maestro vennero esposti nelle sale del museo. Già nel 1937 alcuni cimeli di Paderewski erano stati esposti all'apertura del museo. Dopo la sua morte il museo venne ristrutturato ed ampliato e inaugurato il 3 novembre 1941, giorno in cui il maestro avrebbe compiuto il suo ottantunesimo compleanno.

## Composizioni

### Musica orchestrale
- Overture in Mib maggiore (1884)
- Suite in Sol maggiore (1884)
- Sinfonia in Si minore (1903-1909)
- Fantasia polonaise sur des thees originaux Op. 19 (1891-1893)
- Concerto per Violino (1886-1888)

### Musica per pianoforte
- Valse mignonne (1876)
- Valzer in Fa maggiore (1876)
- Wypracowanie (1878)
- Impromptu in Fa maggiore (1878)
- Suite in Mib maggiore Op. 1 (1879)
- Marsz pogrzebowy na motywach utworów (1879)
- Trois morceaux Op. 2 (1881)
- Stara Suita (na trzy głosy) Op. 3 (1881)
- Elegia in Sib maggiore Op. 4 (1882)
- Danses polonaises Op. 5 (1882)
- Introduzione e toccata Op. 6 (1882)
- Chants du voyageur Op. 8 (1882)
- Dwa kanony (1882)
- Danses polonaises Op. 9 (1882)
- Mazurka in Sol maggiore op. 9 no. 1 (1882)
- Album de Mai. Scčnes romantiques Op. 10 (1884)
- Powódz (1884)
- Intermezzo in Sol minore (1884)
- Intermezzo in Do minore (1885)
- Variazioni e fuga su tema originale Op. 11 (1885)
- Album tatrzańskie Op. 12 (1885)
- Tatra Album. Tänze und Lieder des polnischen Volkes aus Zakopane (1885)
- Suite in Mib maggiore (1886), incompleta
- Zwei Klavierstücke Op. 1 (1886)
- Humoresques de concert Op. 14 (1887), divisa in due libri
- Dans le désert. l. Tableau musical en forme d’une toccata in Mib magiore Op. 15 (1887)
- Concerto per pianoforte in la minore (1887)
- Miscellanea. Série de morceaux Op. 16 (1888)
- Sonate pour piano in Mib maggiore Op. 21 (1888)
- Mazurka in Sol maggiore (1896)
- Variazioni e fuga su un tema originale in Mib minore Op. 23 (1903)
- Miniatura in Mib maggiore

### Musica da camera
- Romanza in La maggiore Op. 7 (1882)
- Sonata in la minore Op. 13 (1885)
- Variazioni e fuga per quartetto d'archi (1887)

### Musica vocale e da coro
- Vier Lieder Op. 7 (1885)
- Konwalijka Op. 7 no. 5
- Sei canzoni Op. 18 (1893)
- Douze Mélodies sur des Poésies de Catulle Mendès Op. 22 (1903)[3]

## Onorificenze

### Accademiche
Altre lauree honoris causa da università degli Stati Uniti.